# Межъядерная офтальмоплегия
 Межъядерная офтальмоплегия  (INO) — расстройство сопряжённых боковых взглядов, при котором поражённый глаз показывает ухудшение аддукции. Когда делается попытка контралатерального взгляда (по отношению к поражённому глазу), аддукция поражённого глаза минимальна, если вообще имеется. Противоположный глаз имеет абдукцию, однако с нистагмом . Кроме того, расхождение глаз приводит к горизонтальной диплопии. То есть, если затронут правый глаз, у пациента «двоится», когда смотрит влево, видя два изображения бок-о-бок. Конвергенция в целом сохраняется.

## Причины

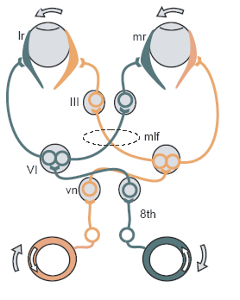
Вестибулоокулярный рефлекс

Расстройство вызывается повреждением или дисфункцией медиального продольного пучка (MLF), сильной миелинизацией путей, позволяющих движение сопряжённых глаз подключением парамедианного мостового ретикулярного образования(PPRF) — ядроотводящий комплекс противоположной стороны к глазодвигательному ядру на той же стороне.
У молодых пациентов рассеянный склероз является частой причиной двустороннего INO. У пожилых пациентов инсульт — прекрасная возможность для одностороннего поражения. Возможны и другие причины.

## Варианты
Ростральное поражение в мозге может повлиять на сходимости в центре, таким образом, вызывая двустороннее расхождение глаз, которое известно, как синдром WEBINO (Wall Eyed Bilateral INO), поскольку каждый глаз смотрит на противоположную «стену».
Если поражение затрагивает PPRF (или отводящее ядро) и MLF на той же стороне (MLF пересекший с противоположной стороны), то возникает «Синдром Полтора» которой, попросту говоря, включает в себя паралич всех сопряженых горизонтальных движений глаз, кроме абдукции глаза на стороне, противоположной поражённой.